# 长江公寓
长江公寓（原名：卡尔登公寓）位于上海市黄浦区黄河路与凤阳路交汇处的一個公寓。周围景点有国际饭店、长江剧場、人民广场等。是黄浦区历史保护建筑。

## 历史
长江公寓在1934年由当时的上海房产商沙遜洋行所建，每层25套，1935年竣工。由于公寓与卡爾登大戲院較近，所以得名卡爾登公寓。1956年由房管部門接管，由於當時卡爾登大戲院已改名长江剧場，所以卡爾登公寓也更名長江公寓。1974年後，每栋建筑都被加盖了二层，来缓解用房紧张。

## 住户
- 张爱玲：1948年，张爱玲和姑姑张茂渊又一同搬到了黄河路卡尔登公寓301室，在该处居住至1952年之后离开了上海前往香港。该公寓也成为张爱玲在上海最后的落脚点。[3][4]